# Peter Bjorn and John
Peter Bjorn and John (undertiden forkortet P B & J) er et svensk indie pop/rock band der blev dannet i 1999 i Stockholm. Bandet har navn efter trioens tre medlemmer Peter Morén (vokal, guitar og harmonika), Björn Yttling (bas guitar, keyboard og vokal) og John Eriksson (tromme, percussion og vokal), der også kendes under navnet Hortlax Cobra i sit soloarbejde.
De er bedst kendt for singlen "Young Folks", hvor Victoria Bergsman, fra The Concretes medvirkede. Singlen nåede top 20 på UK Singles Chart, og blev brugt i fodboldspillet FIFA 08, sangspillet Lips, og skoleprojektet Bandslam, som åbningsnummeret til Pilot-episoden af Gossip Girl samt som temamelodi til British Television reklamer for Homebase store. Nummeret blev også udnævnt NME's næstbedste sang fra 2006 lige efter "Over and Over" af Hot Chip. I Australien blev det stemt ind som #16 på den årlige Triple J Hottest 100 for 2006. Musikvideoen, der er animeret, er instrueret af Ted Malmros fra Shout Out Louds
Gruppens seneste album, Gimme Some udkom i 2011 og nåede #49 på de svenske hitlister og #20 på US Indie-listen.

## Udgivelser

### Albums
- Peter Bjorn and John (2002)
- Falling Out (2004)
- Writer's Block (2006)
- Seaside Rock (2008)
- Living Thing (2009)
- Gimme Some (2011)

### Singler
| Year | Song                                                | Peak chart positions | Peak chart positions | Peak chart positions | Peak chart positions | Peak chart positions | Peak chart positions | Peak chart positions | Peak chart positions | Peak chart positions | Album                |
| Year | Song                                                | SWE                  | AUS                  | CAN                  | FIN                  | IRE                  | NED                  | UK                   | US                   | US Mod               | Album                |
| ---- | --------------------------------------------------- | -------------------- | -------------------- | -------------------- | -------------------- | -------------------- | -------------------- | -------------------- | -------------------- | -------------------- | -------------------- |
| 2001 | "Falling and Passing"                               | —                    | —                    | —                    | —                    | —                    | —                    | —                    | —                    | —                    | Peter Bjorn and John |
| 2002 | "I Don't Know What I Want Us To Do"                 | —                    | —                    | —                    | —                    | —                    | —                    | —                    | —                    | —                    | Peter Bjorn and John |
| 2003 | "People They Know"                                  | —                    | —                    | —                    | —                    | —                    | —                    | —                    | —                    | —                    | Peter Bjorn and John |
| 2005 | "Teen Love"                                         | —                    | —                    | —                    | —                    | —                    | —                    | —                    | —                    | —                    | Falling Out          |
| 2006 | "Young Folks"                                       | —                    | 42                   | 26                   | 9                    | 24                   | 75                   | 13                   | 110                  | 22                   | Writer's Block       |
| 2006 | "Let's Call It Off"                                 | —                    | —                    | —                    | —                    | —                    | —                    | 130                  | —                    | —                    | Writer's Block       |
| 2007 | "Objects of My Affection"                           | —                    | —                    | —                    | —                    | —                    | —                    | 96                   | —                    | —                    | Writer's Block       |
| 2009 | "Nothing to Worry About"                            | —                    | —                    | —                    | —                    | —                    | —                    | —                    | —                    | —                    | Living Thing         |
| 2009 | "Lay It Down"                                       | —                    | —                    | —                    | —                    | —                    | —                    | —                    | —                    | —                    | Living Thing         |
| 2009 | "It Don't Move Me"                                  | —                    | —                    | —                    | —                    | —                    | —                    | —                    | —                    | —                    | Living Thing         |
| 2011 | "Breaker Breaker"                                   | —                    | —                    | —                    | —                    | —                    | —                    | —                    | —                    | —                    | Gimme Some           |
| 2011 | "Second Chance"                                     | —                    | —                    | —                    | —                    | —                    | —                    | —                    | —                    | —                    | Gimme Some           |
| 2011 | "Dig a Little Deeper"/"What I Could Do If I Wanted" | —                    | —                    | —                    | —                    | —                    | —                    | —                    | —                    | —                    | Gimme Some           |
| 2011 | "May Seem Macabre"                                  | —                    | —                    | —                    | —                    | —                    | —                    | —                    | —                    | —                    | Gimme Some           |